# 민들레속
민들레속은 국화과에 속하는 속이다. 꽃은 노란색이고, 열매는 벌어져서 익는다. 통꽃으로 100개에서 200개의 꽃이 모여 한송이를 이룬다.
민들레 한송이를 이루는 작은 꽃들을 두상화라고 한다. 두상화는 꽃잎, 암술, 수술, 갓털(관모) 그리고 씨방으로 이루어져 있다. 수정이 되면 씨가 자라기 시작하는데, 씨는 낙하산 기능을 하는 갓털(관모)을 자라게 한다. 씨 안에는 꽃대를 통해서 보내진 양분이 채워지고, 여물게 되면 총포(꽃턱잎)가 뒤로 젖혀지며 갓털이 벌어진다. 또한, 서양민들레는 총포가 꽃이 피었을 때 뒤로 젖혀지는 반면, 민들레는 총포가 뒤로 젖혀지지 않는다. 씨는 바람에 불면 날아가고, 어딘가 땅에 닿으면 자란다.(자라지 못할 수도 있다) 줄기를 자르면 하얀 즙이 나오는데, 맛은 쓰다. 민들레는 번식력이 뛰어나며, 어떤 민들레들은 약한 콘크리트 바닥을 뚫고 자라기도 한다.
유럽에서는 식용으로 쓰이며 맛이 조금 쓰다. 한국에서는 주로 잎을 캐 김치를 담거나, 나물로 무치고 샐러드를 만들어 먹는다. 뿌리를 건조시킨 것은 커피의 대용품으로 알려져 있다. 줄기에 포함된 액체에서 고무를 채집하기도 한다. 민들레들은 어린이들의 좋은 장난감이 되기도 한다. 꽃대를 잘라 비누방울을 불기도 하며, 꽃대를 잘라 한쪽을 찌그러뜨린 후 찌그러뜨린 쪽으로 불면 피리가 된다.

## 하위 종
민들레속에는 2024년 6월 기준 2487종이 등록되어 있다. 아래는 그 중 일부이다.
- 민들레(T. mongolicum Hand.-Mazz.)
- 붉은씨서양민들레(T. laevigatum (Willd.) DC.)
- 산민들레(T. ussuriense Kom.)
- 좀민들레(T. hallaisanense Nakai)
- 흰민들레(T. coreanum Nakai)
- 흰노랑민들레(T. coreanum var. flavescens Kitam.)
- 흰털민들레(T. platypecidum Diels)
- 서양민들레(T. officinale F.H.Wigg.)

## 사진

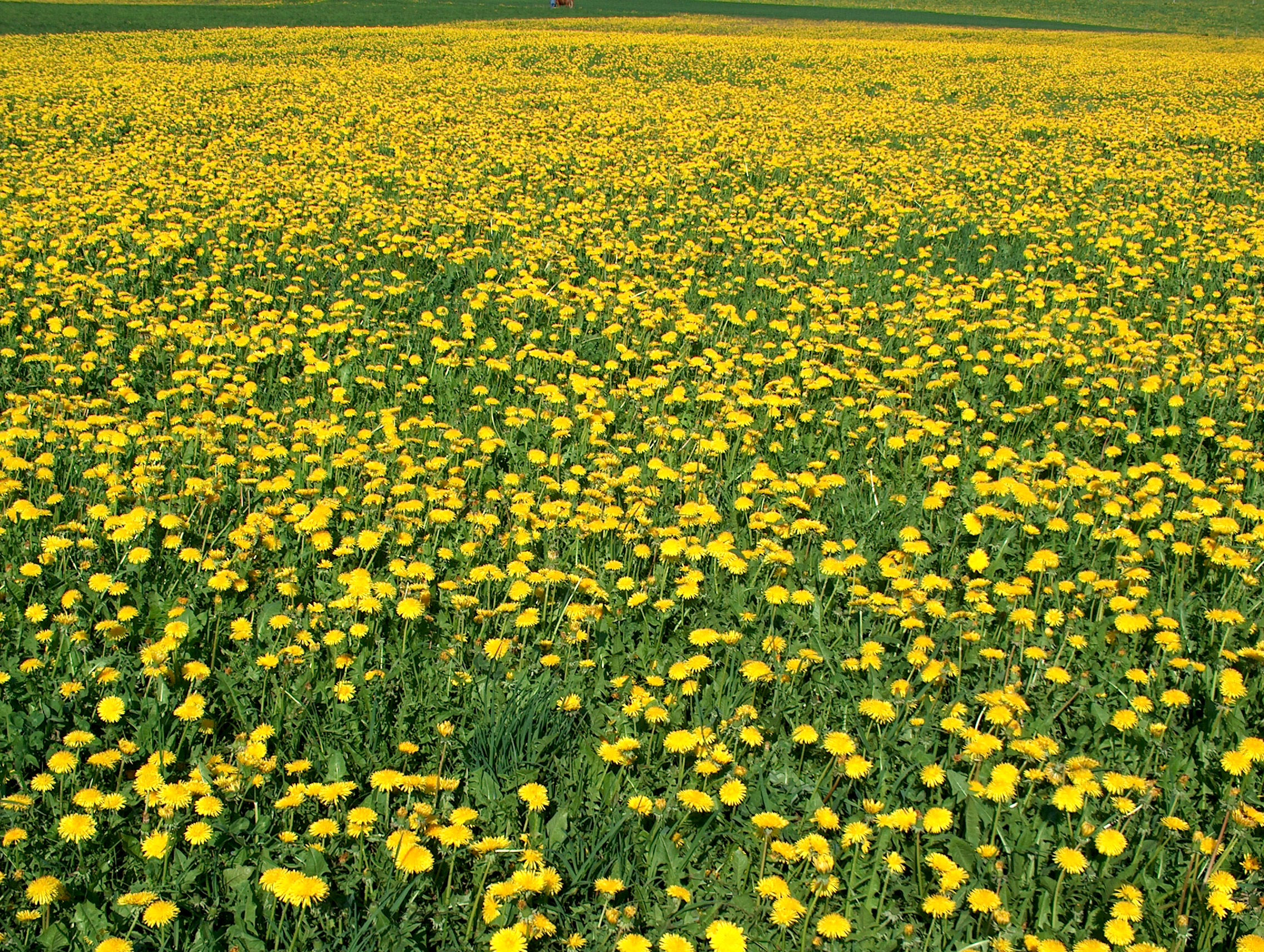
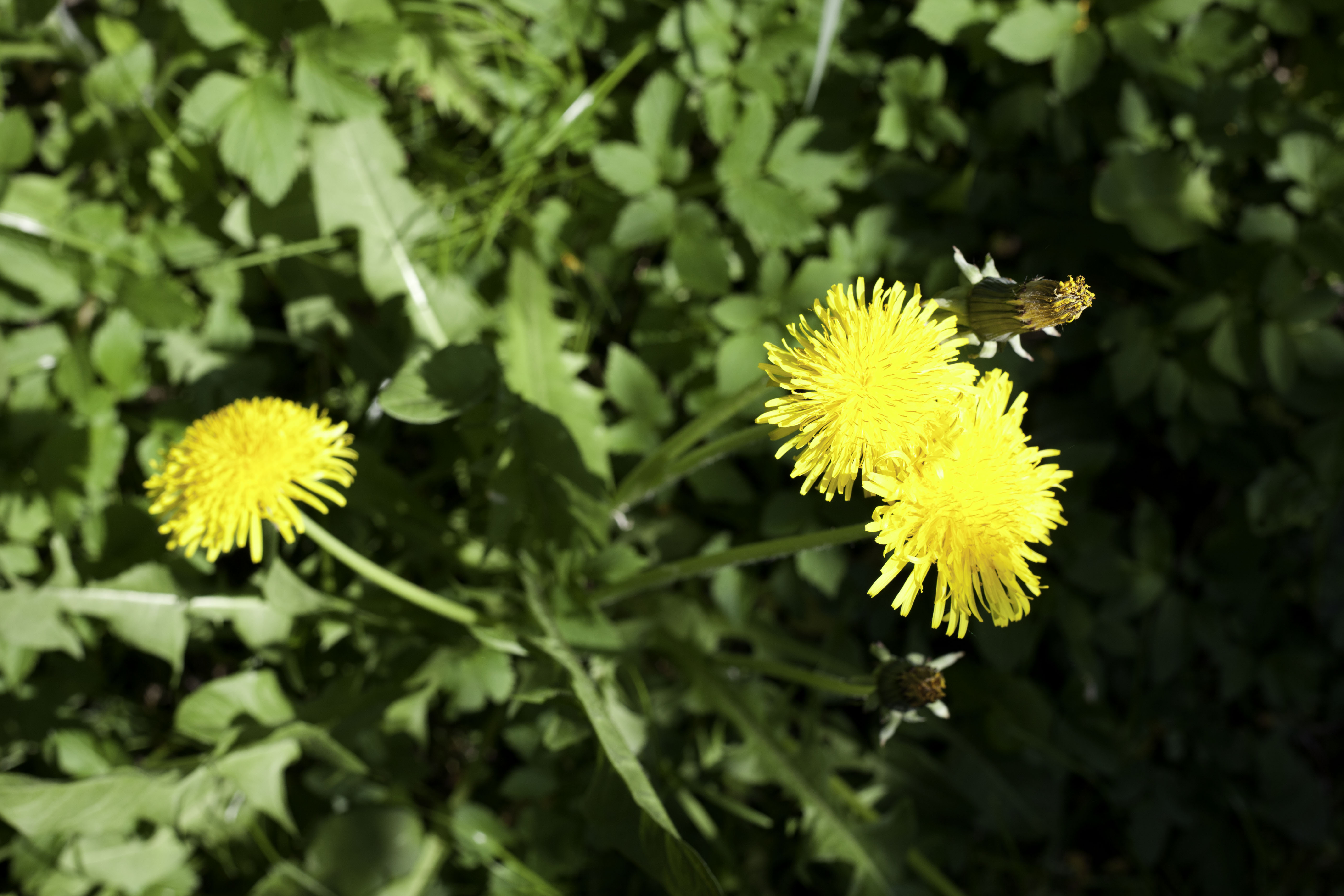
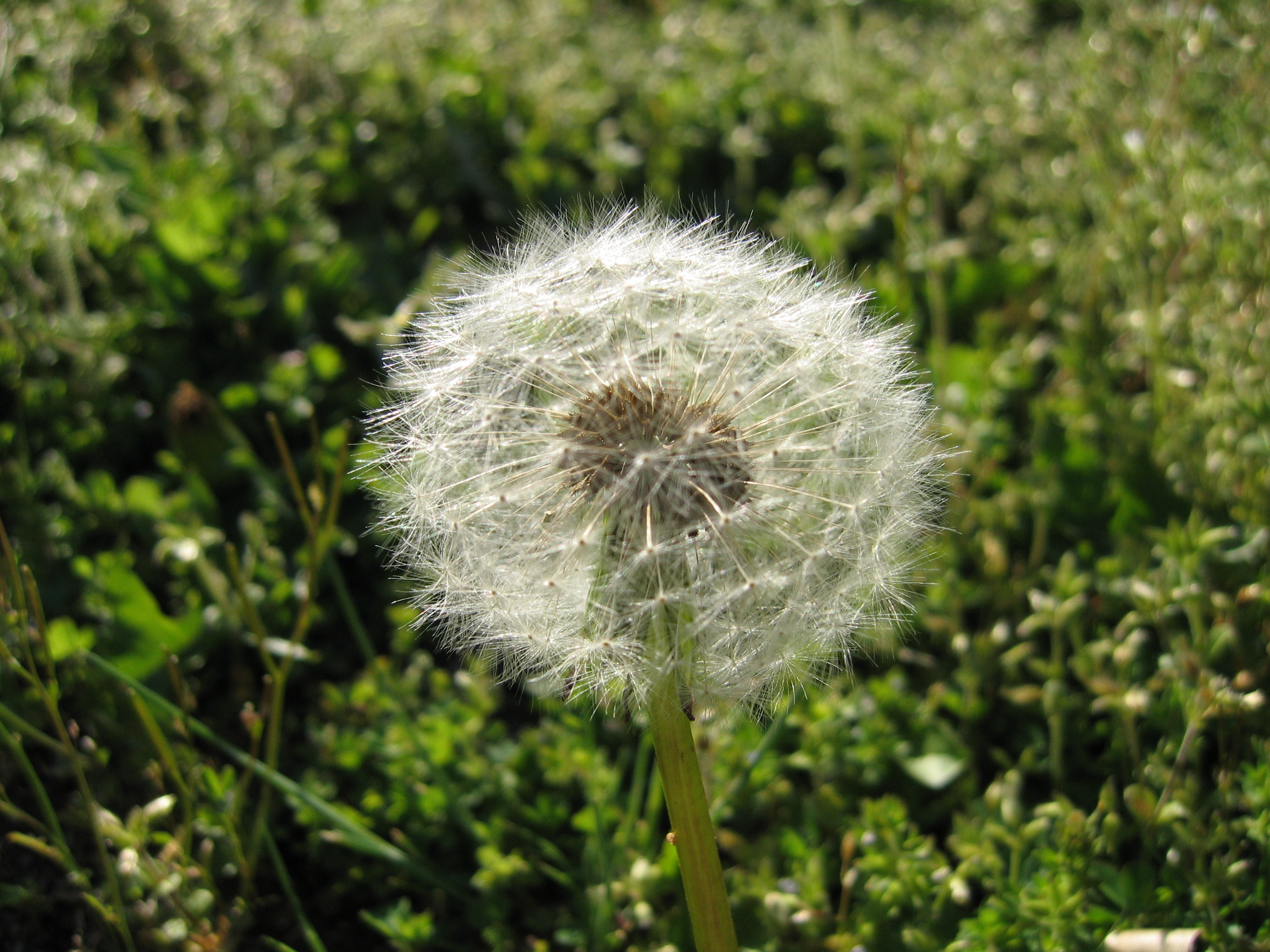
씨